# 톨린

타이탄의 대기에서 톨린이 형성되는 과정

톨린(Tholin ←고대 그리스어: θολός 톨로스[*]→혼탁한)은 유기 화합물의 일종으로, 메탄·에탄 같은 단순한 탄소 화합물에 태양의 자외선이나 우주선을 쬐어서 만들어지는 유기 화합물의 총칭이다. 톨린은 현재의 지구에서는 자연적으로 형성되지 않으나, 태양계 외곽 천체들의 표면에서 매우 풍부하게 발견되며, 적갈색을 띈다.
"톨린"이라는 용어는 칼 세이건과 그 동료 비슌 카레가 타이탄의 대기를 이루는 기체들에 대하여 밀러와 같은 실험을 수행한 뒤 얻은 뭐라 설명하기 어려운 물질을 지칭하기 위해 처음 고안했다.
우측 그림에 나와있다시피 톨린은 A화학반응의 연쇄를 통해 만들어진다고 생각된다. 이 과정은 질소와 메탄 분자가 태양 방사선에 의해 해리 및 전리되면서 시작된다. 이후 에틸렌, 에탄, 아세틸렌, 시안화수소를 비롯한 단순한 분자들과 단순한 양이온들이 만들어진다.  반응이 계속되면 벤젠을 비롯한 다른 유기분자들이 만들어지고, 이것들이 중합체를 이루면 무거운 분자의 연무질을 형성한다. 연무질은 응고되어 대기 아래 행성 표면에 누적된다. 저압 환경에서 형성된 톨린은 분자구조 안쪽에 질소 원자를 포함하는 경향이 있다. 반면 고압 환경에서 형성된 톨린은 대개 질소 원자가 분자 말단에 존재한다.